# Polyplax smallwoodae
Polyplax smallwoodae är en insektsart som beskrevs av Johnson 1960. Polyplax smallwoodae ingår i släktet Polyplax och familjen ledlöss. Inga underarter finns listade i Catalogue of Life.